# Christian Maximilian Spener

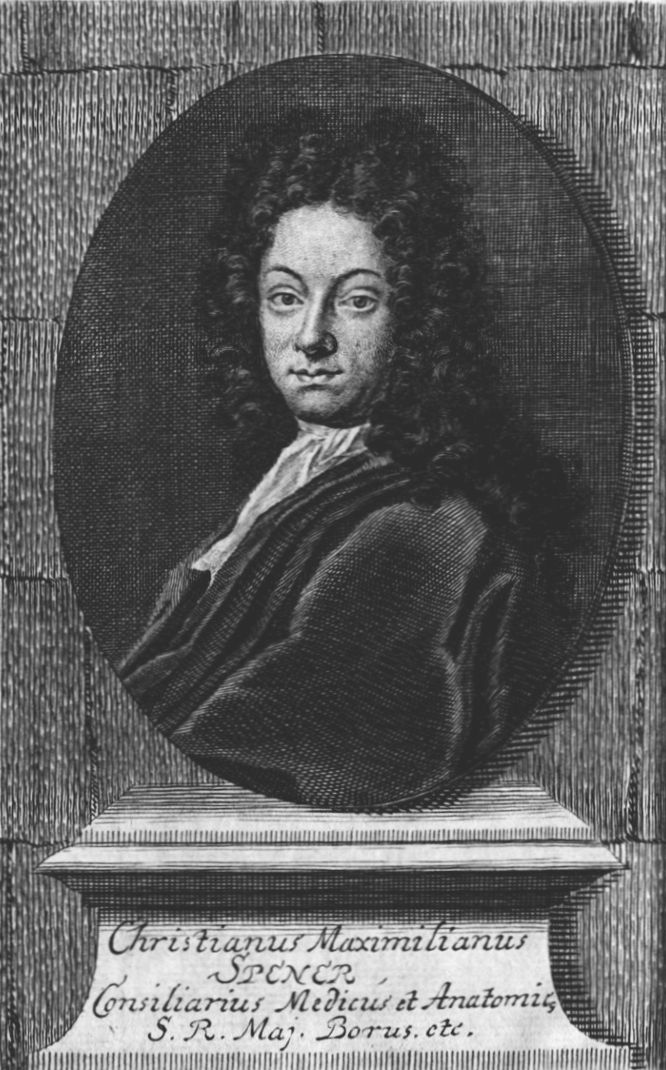
Christian Maximilian Spener

Christian Maximilian Spener (* 31. März 1678 in Frankfurt am Main; † 5. Mai 1714 in Berlin) war ein deutscher Mediziner, Heraldiker und Genealoge.
Christian Maximilian Spener wurde als Sohn des Theologen Philipp Jacob Spener geboren. Er ging 1697 zum Studium der Medizin an die Universität Gießen und erwarb dort den Doktorgrad. 1701 wurde er Hofmedicus in Berlin und Mitglied der dortigen Königlich-Preußischen Sozietät der Wissenschaften. Er war Mitglied des Berliner Collegium medicum. Am 4. September 1702 wurde er mit dem akademischen Beinamen Clidemus I. zum Mitglied (Matrikel-Nr. 251) der Leopoldina gewählt.
Seit 1705 war er Professor für Physik (Philosophia naturalis), Genealogie und Heraldik an der Berliner Ritterakademie. Nachdem Spener 1706 als Oberheroldsrat im Königreich Preußen tätig gewesen war, wurde er durch den Reichsvikar August der Starke zum Hofpfalzgrafen ernannt. König Friedrich Wilhelm I. beauftragte ihn mit dem Aufbau einer Anatomiekammer. Er konnte aber die Arbeit nicht mehr beenden.
Er war verheiratet mit Sophia, einer Tochter des Juristen Ludwig Günther Martini.
Ihm zu Ehren wurde Protorosaurus speneri benannt, eine ausgestorbene Echse aus dem Kupferschiefer.

## Schriften (Auswahl)
- Disputatio inauguralis medica, sistens aegrum febri maligna phthisi complicata laborantem. Müller, Gießen 1699. (Digitalisat)
- His pauca, accedunt De Akmella Pedra-Porco & Hypecacuanha. His pauca, accedunt De Akmella Pedra-Porco & Hypecacuanha. Aaltsz, Amsterdam 1700. (Digitalisat)
- Disquisitio De Crocodile in Lapide scissili expresso aliisque Lithozois. In: Miscellanea Berolinensia ad incrementum scientiarum, Band I (1710), S. 99–118.
- Catalogus Zahlreicher, nützlicher, und sonderbahrer von Natur- und Kunst gebildeter Seltenheiten. Schlechtiger, Berlin 1718. (Digitalisat)